# Esraj

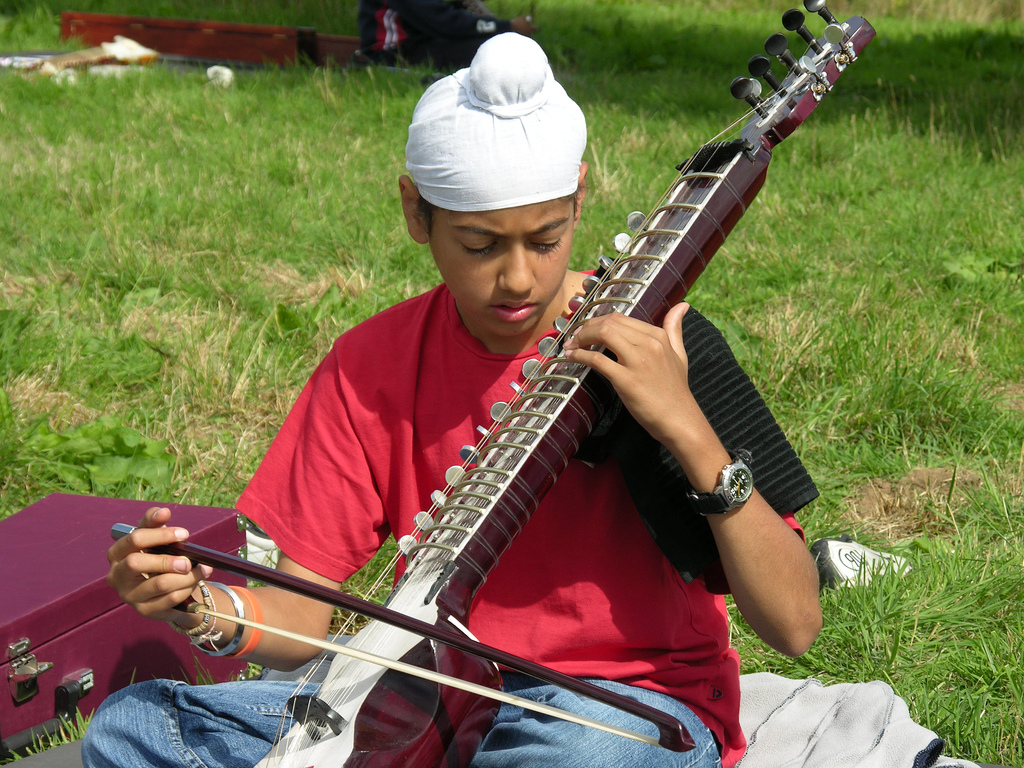
Garoto a tocar dilruba.

Esraj (Bengali: এস্রাজ; Hindi: इसराज|इसराज), também chamado de harpa indiana, é um instrumento de cordas encontrado nas regiões norte, central, e leste da Índia. É um item "jovem" em termos da tradição indiana, com cerca de duzentos anos de existência, remontando à época do domínio Pashtun.  A dilruba, uma variante do equipamento, é comum na região norte do país, onde é usada em música religiosa e canções clássicas, nas áreas urbanas. A esraj é típica de Bengala (Bangladesh e estados indianos de Bengala Ocidental e Tripura), estando presente em maior variedade de estilos musicais, em comparação com a outra versão.